# Atsuki Itō
Atsuki Itō (伊藤 敦樹?, Itō Atsuki; Urawa, 11 agosto 1998) è un calciatore giapponese, centrocampista del Gent.

## Statistiche

### Presenze e reti nei club
Statistiche aggiornate al 16 luglio 2023.
| Stagione             | Club                 | Campionato           | Campionato | Campionato | Coppe nazionali | Coppe nazionali | Coppe nazionali | Coppe continentali | Coppe continentali | Coppe continentali | Supercoppe | Supercoppe | Supercoppe | Totale | Totale |
| Stagione             | Club                 | Comp                 | Pres       | Reti       | Comp            | Pres            | Reti            | Comp               | Pres               | Reti               | Comp       | Pres       | Reti       | Pres   | Reti   |
| -------------------- | -------------------- | -------------------- | ---------- | ---------- | --------------- | --------------- | --------------- | ------------------ | ------------------ | ------------------ | ---------- | ---------- | ---------- | ------ | ------ |
| 2018                 | Ryutsu Keizai        | -                    | -          | -          | CI              | 1               | 0               | -                  | -                  | -                  | -          | -          | -          | 1      | 0      |
| 2019                 | Ryutsu Keizai        | -                    | -          | -          | CI              | 2               | 0               | -                  | -                  | -                  | -          | -          | -          | 2      | 0      |
| Totale Ryutsu Keizai | Totale Ryutsu Keizai | Totale Ryutsu Keizai | -          | -          |                 | 3               | 0               |                    | -                  | -                  |            | -          | -          | 3      | 0      |
| 2021                 | Urawa Reds           | J1                   | 36         | 1          | CdL+CI          | 12+5            | 2+0             | -                  | -                  | -                  | -          | -          | -          | 53     | 3      |
| 2022                 | Urawa Reds           | J1                   | 28         | 4          | CdL+CI          | 4+2             | 2+0             | ACL                | 9                  | 0                  | SJ         | 1          | 0          | 44     | 6      |
| 2023                 | Urawa Reds           | J1                   | 33         | 2          | CdL+CI          | 6+3             | 0+2             | ACL                | 5                  | 0                  | CmC        | 1          | 0          | 48     | 4      |
| Totale Urawa Reds    | Totale Urawa Reds    | Totale Urawa Reds    | 97         | 7          |                 | 32              | 6               |                    | 14                 | 0                  |            | 2          | 0          | 145    | 13     |
| Totale carriera      | Totale carriera      | Totale carriera      | 97         | 7          |                 | 35              | 6               |                    | 14                 | 0                  |            | 2          | 0          | 148    | 13     |

### Cronologia presenze e reti in nazionale
| Cronologia completa delle presenze e delle reti in nazionale ― Giappone | Cronologia completa delle presenze e delle reti in nazionale ― Giappone | Cronologia completa delle presenze e delle reti in nazionale ― Giappone | Cronologia completa delle presenze e delle reti in nazionale ― Giappone | Cronologia completa delle presenze e delle reti in nazionale ― Giappone | Cronologia completa delle presenze e delle reti in nazionale ― Giappone | Cronologia completa delle presenze e delle reti in nazionale ― Giappone | Cronologia completa delle presenze e delle reti in nazionale ― Giappone |
| Data                                                                    | Città                                                                   | In casa                                                                 | Risultato                                                               | Ospiti                                                                  | Competizione                                                            | Reti                                                                    | Note                                                                    |
| ----------------------------------------------------------------------- | ----------------------------------------------------------------------- | ----------------------------------------------------------------------- | ----------------------------------------------------------------------- | ----------------------------------------------------------------------- | ----------------------------------------------------------------------- | ----------------------------------------------------------------------- | ----------------------------------------------------------------------- |
| 15-6-2023                                                               | Toyota                                                                  | Giappone                                                                | 6 – 0                                                                   | El Salvador                                                             | Amichevole                                                              | -                                                                       | 76’                                                                     |
| 12-9-2023                                                               | Genk                                                                    | Giappone                                                                | 4 – 2                                                                   | Turchia                                                                 | Amichevole                                                              | 1                                                                       | 64’                                                                     |
| 13-10-2023                                                              | Niigata                                                                 | Giappone                                                                | 4 – 1                                                                   | Canada                                                                  | Amichevole                                                              | -                                                                       | 62’                                                                     |
| Totale                                                                  |                                                                         | Presenze                                                                | 3                                                                       |                                                                         | Reti                                                                    | 1                                                                       |                                                                         |

## Palmarès

### Club

#### Competizioni nazionali
- Coppa dell'Imperatore: 1

Urawa Red Diamonds: 2021
- Supercoppa del Giappone: 1

Urawa Red Diamonds: 2022

#### Competizioni internazionali
- AFC Champions League: 1

Urawa Red Diamonds: 2022

### Individuale
- Squadra del campionato giapponese: 1

2023